# Taastrup
Taastrup városi terület Dánia fővárosi régiójában. A településnek 2021-ben 34 698 lakosa volt. Høje-Taastrup község központja, Sjælland szigetén. Taastrup Koppenhága egyik külvárosa, Koppenhága központjától körülbelül 18 kilométerre nyugatra található.

## Itt született
- Lene Rachel Andersen (sz. 1968) író
- Kristina Kristiansen (sz. 1989) válogatott kézilabda játékos
- Jesper Nohrstedt (sz. 1994) zenész
- Jesper Lindstrøm (sz. 2000) válogatott labdarúgó
- Artillery (alakult 1982) thrash metal band

## Testvérvárosok
- Oldenburg, Németország
- Spotorno, Olaszország